# Вербовецька сільська рада (Мурованокуриловецький район)
| Вербовецька сільська рада — колишній орган місцевого самоврядування у Мурованокуриловецькому районі Вінницької області з адміністративним центром у с. Вербовець. Сільській раді були підпорядковані населені пункти: - с. Вербовець - с. Виноградне |

## Склад ради
Рада складалася з 16 депутатів та голови.

## Керівний склад сільської ради
| ПІБ                          | Основні відомості                                                 | Дата обрання | Дата звільнення |
| ---------------------------- | ----------------------------------------------------------------- | ------------ | --------------- |
| Каплунська Галина Віталіївна | Сільський голова, 1954 року народження, освіта, позапартійна      | 26.03.2006   | 12.12.2006      |
| Войтко Юрій Іванович         | Сільський голова, 1973 року народження, освіта                    | 22.04.2007   | 31.10.2010      |
| Войтко Юрій Іванович         | Сільський голова, 1973 року народження, освіта вища, безпартійний | 31.10.2010   |                 |

Примітка: таблиця складена за даними джерела